# Виктория Бешлийска
Вижте пояснителната страница за други личности с името Виктория.
Виктория Емилова Бешлийска е българска писателка, авторка на популярните романи „Глина“, ,,Сърце” и ,, Нишка”.

## Детство и образование
Родена е и израства в Плевен. Завършва местната математическа гимназия „Гео Милев“. Следва българска филология в СУ „Св. Климент Охридски“. Впоследствие работи като учител по български език и литература и като редактор на списания и художествена литература. Има 8-годишен опит в сферата на маркетинга като копирайтър и продуктов мениджър.

## Творческа и писателска дейност
Автор е на „Фейсбук“ страницата „По дирите на думите“, която търси, открива и събира старинни български думи, лични истории и спомени. Страстта на авторката към миналото и позабравените ведри на българския език са отразени в дебютния ѝ роман „Глина“.

## Награди и номинации
- Книга на годината (2021) според предаването на БНТ „Библиотеката“[3]
- Книга на годината (2021) според книжарите на книжарници „Хеликон“[4]
- Българска номинация за Дебют на годината (2022) на наградите „Еврокон“[5]
- Литературна награда „Почетен знак“ на името на Стоян Михайловски“ (2023), град Елена [6]

### Романи
- Глина (2020)
- Сърце (2022)
- Нишка (2024)

### Други
- Словник (2021)
- Урок по Японски